# Monkey Barz
Monkey Barz è il primo album solista di Sean Price, membro del duo Heltah Skeltah e del collettivo Boot Camp Clik.

## Tracce
| #  | Titolo                        | Produttore             | Featuring                            |
| -- | ----------------------------- | ---------------------- | ------------------------------------ |
| 1  | "Peep My Words"               | Kleph Dollaz           |                                      |
| 2  | "One Two Yall"                | Moss                   |                                      |
| 3  | "Onion Head"                  | Khrysis                | Tek                                  |
| 4  | "Fake Neptune"                | Phat Babyz             | Buckshot, Steele, Louieville Sluggah |
| 5  | "Heartburn"                   | 9th Wonder             |                                      |
| 6  | "Shake Down"                  | Star.com, Justice      | Starang Wondah, Steele               |
| 7  | "Mad Mann"                    | P.F. Cuttin            |                                      |
| 8  | "The Brokest Rapper You Know" | Ty Deals               |                                      |
| 9  | "Boom Bye Yeah"               | Tone Mason             |                                      |
| 10 | "I Love You" (Bitch)          | Dub Z                  |                                      |
| 11 | "Bye Bye"                     | Khrysis                | Buckshot                             |
| 12 | "Spliff-n-Wessun"             | Ayatollah              | Rustee Juxx                          |
| 13 | "Jail Shit"                   | Agallah                | Rock                                 |
| 14 | "Monkey Barz"                 | Ty Deals               |                                      |
| 15 | "Slap Boxing"                 | Edward Maximillion III | Rustee Juxx, Rock                    |
| 16 | "Rising to the Top"           | Agallah                | Agallah, Bazaar Royale               |